# هيميمورفيت
الهيميمورفيت هو Zn4(Si2O7)(OH)2·H2O، وهو أحد مكونات الكالامين . وهو معادن السيليكات التي أستخرجت تاريخيا من المحاجر العليا من لخامات الزنك والرصاص ويرتبط اساسا مع سميثسونيت ،ثم تم اكتشاف أن هذين المعدنين المختلفين كانا موجودين في الكالامين. وهما يشبهان بعضهم البعض عن كثب.
واللسيليكات هي الأندر وسميت بالهيميمورفيت، بسبب تعقد بلورات الهيميمورف.
وتظهر بعض العينات الأخضر ضوء أخضر قوي عند تعرضها للفلوريسينت تحت الموجات القصيرة الفوق البنفسجية تألق وردي فاتح في الأشعة فوق البنفسجية طويلة الموجة.

## التواجد

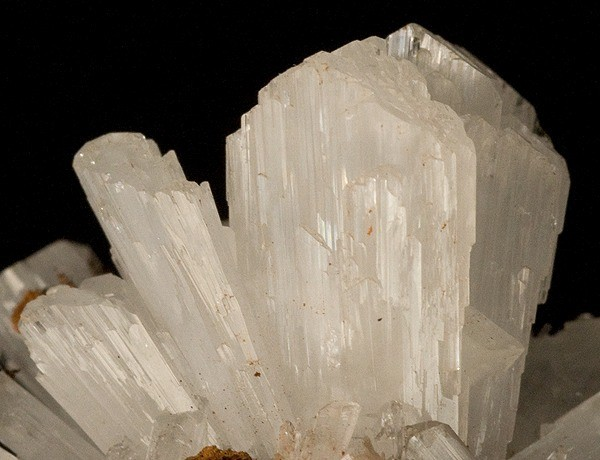
بلورات هيميمورفيت من دورانجو ، المكسيك (الحجم: 2.9 × 2.1 × 2.0 سم)

غالبًا ما يوجد الهيميمورفيت في مناجم أكاسيد خام السفاليريت ، بغطاء من الحديد أو الجوسان . الهيميمورفيت هو خام يحتوي علي 54.2٪ الزنك وبلوراتة حادة من الجانبين.

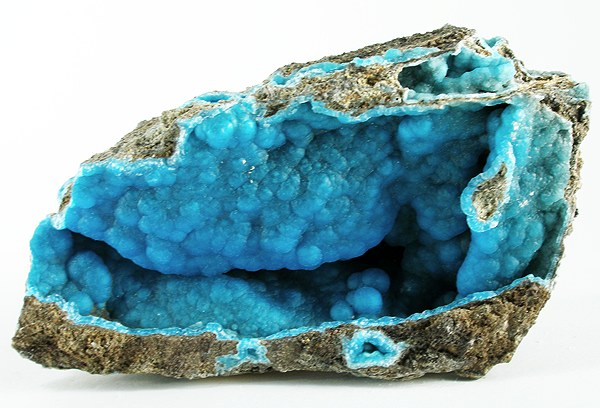
هيميمورفيت أزرق مملوء بالزجاجة من وينشان ، مقاطعة يوننان ، الصين (الحجم: 9.2 × 4.8 × 3.1 سم)

تشتهر المناطق الواقعة على الحدود البلجيكية الألمانية برواسبها من الهيميمورفيت من أصل.
ويتوافر في بولندا ؛ وفي بنسلفانيا ؛ ميسوري ، مونتانا ؛ ليدفيل ، كولورادو ؛ وجبال أورغن، و نيو مكسيكو في الولايات المتحدة ؛ وفي عدة مناطق في شمال إفريقيا . وفي غرب تايلاند ؛ سردينيا . نيرشينسك ، سيبيريا ؛ كهف ديل بريديل، إيطاليا ؛ بليبرغ ، كارينثيا ، النمسا ؛ ماتلوك، ديربيشاير ، إنجلترا.